# L'amore in valigia
L'amore in valigia (Baggage Claim) è un film del 2013 diretto da David E. Talbert.

## Trama
Montana è un'hostess ed è l'unica donna della sua famiglia ad essere nubile. All'avvicinarsi del matrimonio di sua sorella minore, decide di cercare tra i suoi ex ragazzi quale può essere quello giusto per lei. Inizia quindi a viaggiare per l'America percorrendo oltre trentamila miglia in trenta giorni, sperando di trovare l'uomo ideale.